# Spoorlijn Jessains - Sorcy
De Spoorlijn Jessains - Sorcy was een Franse spoorlijn van Jessains naar Sorcy. De grotendeels opgebroken lijn is 138,1 km lang en heeft als lijnnummer 015 000.

## Geschiedenis
De spoorlijn werd om strategische redenen op dubbelspoor aangelegd tussen 1884 en 1892 door de Compagnie des chemins de fer de l'Est als verbinding tussen Troyes en Nancy. In het ontwerp werd rekening gehouden met snelheden van 160km/h door ongelijkvloerse kruisingen met andere spoorlijnen, ruime boogstralen van 1100m, maximale stijgingspercentages van 9‰ en diverse raccordementen.
Vanwege het primair strategische belang loopt de lijn door dunbevolkt gebied. Mede hierdoor werd het personenvervoer al in 1938 opgeheven. Op het gedeelte tussen Dienville en Vallentigny na is thans de volledige lijn opgebroken. Alleen het gedeelte tussen Brienne-le-Château is thans nog in gebruik voor goederenvervoer.

## Aansluitingen
In de volgende plaatsen is of was er een aansluiting op de volgende spoorlijnen:
Jessains
RFN 001 000, spoorlijn tussen Paris-Est en Mulhouse-Ville
Brienne-le-Château
RFN 012 000, spoorlijn tussen Troyes en Brienne-le-Château
Vallentigny
RFN 013 000, spoorlijn tussen Vallentigny en Vitry-le-François
Montier-en-Der
RFN 016 000, spoorlijn tussen Montier-en-Der en Éclaron
Wassy
RFN 018 000, spoorlijn tussen Saint-Dizier en Doulevant-le-Château
Joinville
RFN 020 000, spoorlijn tussen Blesme-Haussignémont en Chaumont
RFN 025 300, raccordement van Joinville
Gondrecourt-le-Château
RFN 027 000, spoorlijn tussen Nançois-Tronville en Neufchâteau
RFN 028 300, raccordement van Gondrecourt-le-Château 1
RFN 029 300, raccordement van Gondrecourt-le-Château 2
Sorcy
RFN 070 000, spoorlijn tussen Noisy-le-Sec en Strasbourg-Ville

## Galerij

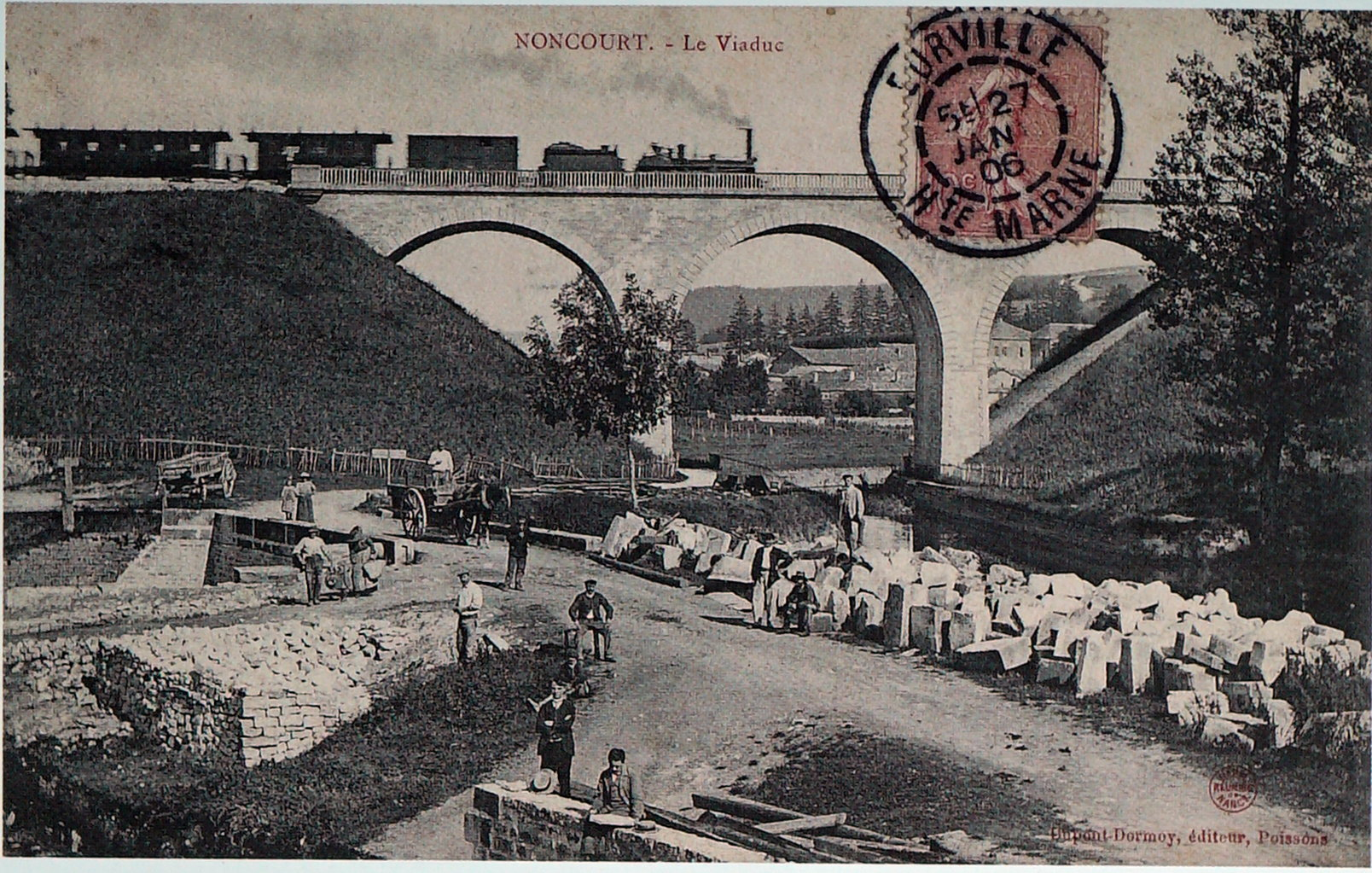
Viaduct van Noncourt in 1906
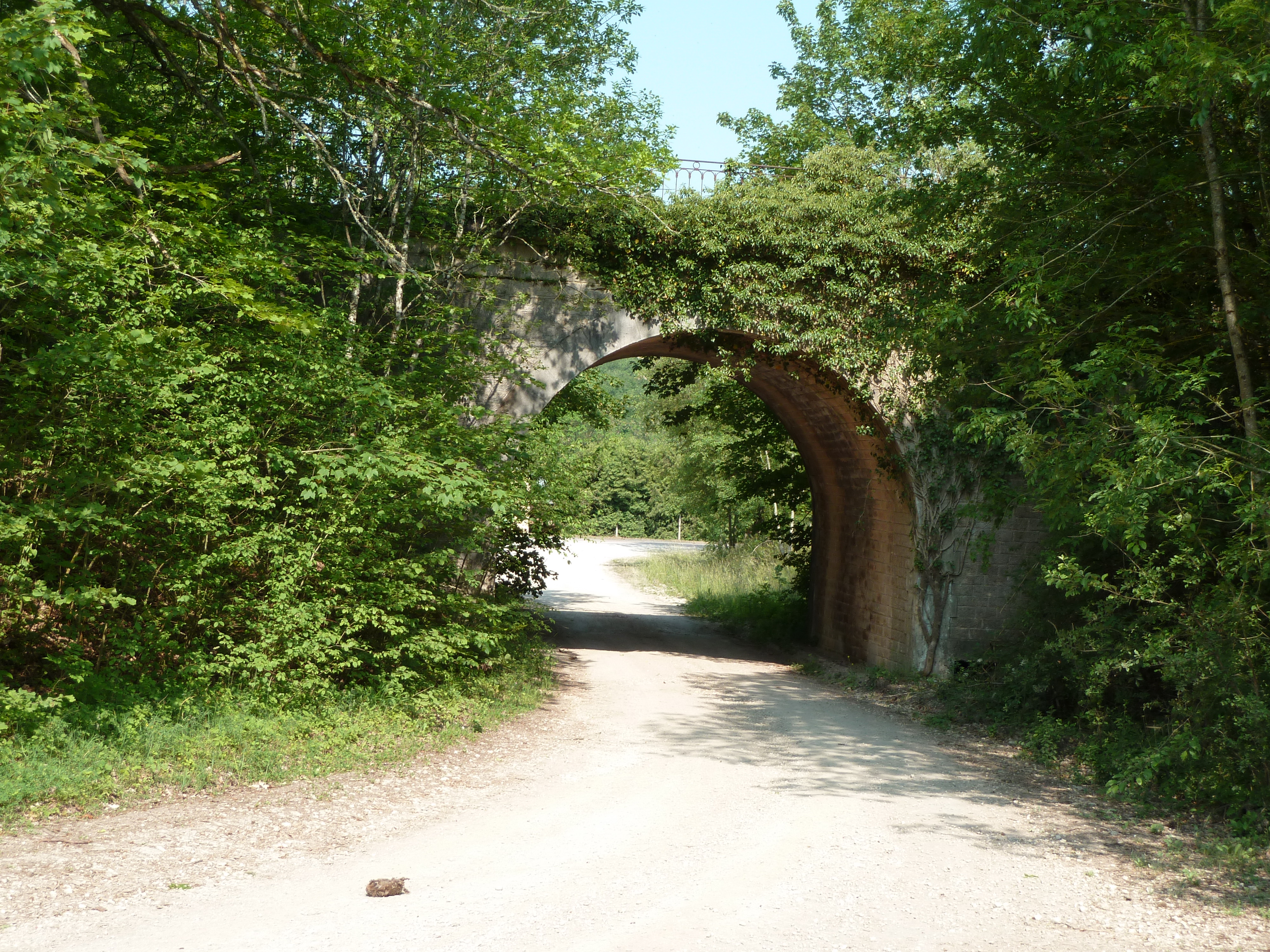
Tunnel onder de spoorlijn bij Sauvoy
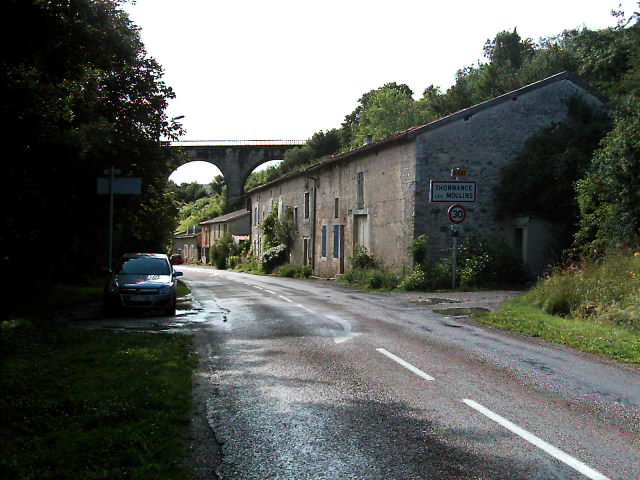
Viaduct van Thonnance